# 산타카탈리나섬 (스페인)
산타카탈리나섬(Isla de Santa Catalina)은 스페인 세우타 알미나 반도 북쪽 해안에 위치한 작은 섬이다.